# Паритет купівельної спроможності
Парите́т купіве́льної спромо́жності (ПКС; англ. purchasing power parity, PPP) — поняття, яке використовується в різних контекстах:
- У економічній теорії паритетом купівельної спроможності називається формулювання закону єдиної ціни для міжнародних ринків: купівельна спроможність деякої суми на одному ринку повинна бути рівна купівельній спроможності цієї ж суми на ринку іншої країни, якщо перевести дану суму за поточним обмінним курсом в іноземну валюту.
- Під паритетом купівельної спроможності може матися на увазі також фіктивний обмінний курс двох або декількох валют, розрахований на основі їх купівельної спроможності стосовно певних наборів товарів і послуг.

## Теорія
Теорія паритету купівельної спроможності була сформульована Густавом Касселем. Згідно з даною теорією, природним значенням курсів валют є значення, відповідне паритету купівельної спроможності.
Якщо курс валюти А до валюти Б перевищує паритетне значення, стає вигідним купувати товари в країні А і експортувати їх в Б. Це збільшує пропозицію товарів в країні Б, попит на товари в країні А, попит на валюту країни А і пропозицію валюти країни Б, що веде до повернення курсів до паритетного співвідношення.
Приклад: якщо одиниця товару коштує в Україні 6 гривень, а в США — 2 долари, то курс гривні до долара має складати 3 гривні за долар. Якщо курс становить 5 гривень за долар, то купуючи товар в Україні (за 6 гривень), продаючи в США (за 2 долари) і обмінюючи 2 долари на 10 гривень за поточним курсом, на кожній такій операції можна отримувати дохід, що становить 4 гривні на одиницю товару. Відповідно, ціни на товар в США знижуватимуться, ціна на товар в Україні — ростиме, а курс долара до гривні — також знижуватиметься. У результаті буде досягнута рівновага на новому рівні цін і курсу (наприклад, товар коштує 1,7 доларів в США, 5 гривень в Україні, курс долара — 3 гривні за долар).
Оскільки функціонування моделі паритету купівельної спроможності можливо лише в умовах вільного руху товарів і грошей, на практиці валютні курси можуть істотно відхилятися від паритету (чим більше митні збори, експортні і імпортні обмеження, транспортні витрати тим більша розбіжність між номінальним курсом валют і паритетним значенням, необхідним для того, щоб зміна обсягів і структури експорту й імпорту була економічно виправданою).

## Приклади
Різні міжнародні організації (Світовий банк, Міжнародний валютний фонд, Євростат) публікують економічні показники для різних країн в єдиній валюті (найчастіше в доларах США), використовуючи обмінні курси, розраховані на основі паритету купівельної спроможності.
Популярним прикладом використання паритету купівельної спроможності є «Індекс БігМака», що регулярно обчислюється і публікується англійським тижневиком «Економіст» (англ. The Economist). Індекс обчислюється на основі цін Біг-Маку в ресторанах McDonald's в різних країнах і є альтернативним обмінним курсом.

### Співвідносний рівень цін

Співвідносний рівень цін за різними країнами у 2003 році. Рівень цін у економіці США взято за базовий, тому для країни 100.

Співвідносний рівень цін за різними країнами у 2003 році. Рівень цін у економіці США взято за базовий, тому для країни 100. Як бачимо з малюнку, є певна залежність між ВВП за ПКС і співвідносним рівнем цін (чим більший ВВП за ПКС, тим вище співвідносний рівень цін). Бермуди мають найвищий рівень цін: 154. Тому товари на Бермудах на 54 % дорожчі, ніж у США.

## Цікавий факт
7 жовтня 2014 року МВФ оголосив, що за паритетом купівельної спроможності економіка Китаю у 2014 році обійшла економіку США — 17,6 трлн дол. проти — 17,4 трлн дол.